# Christian Kum
Christian Kum (Frankfurt am Main, 13 september 1985) is een Duits voormalig voetballer met de Nederlandse dubbelnationaliteit die doorgaans als verdediger speelde.

## Clubcarrière
Kum werd in Duitsland geboren als zoon van een Duitse vader en Nederlandse moeder, maar verhuisde in zijn jeugd naar Nederland. Hij begon met voetballen bij DSO uit Zoetermeer en werd vervolgens opgenomen in de jeugdopleiding van Feyenoord. Hier brak hij niet door. Kum sloot zich daarop aan bij RVC Rijswijk. Daar speelde hij zich in de kijker bij ADO Den Haag, waar hij in de jeugdopleiding ging spelen. Kum debuteerde op 29 januari 2006 in de hoofdmacht van de club, in een thuiswedstrijd tegen PSV.
Kum had in de zomer van 2012 een aflopend contract bij ADO Den Haag en legde een nieuwe aanbieding naast zich neer. Daarop lijfde sc Heerenveen hem transfervrij in. Hier speelde hij twee seizoenen. Aan het einde van het seizoen 2013/14 kreeg hij te horen dat hij geen contractverlenging kreeg.
Kum tekende in juni 2014 een contract voor twee jaar bij FC Utrecht, met een optie voor nog een seizoen. Hiermee werd hij in de daaropvolgende twee seizoenen elfde en vijfde in de Eredivisie. Op 24 april 2016 speelde hij met FC Utrecht in de bekerfinale, tegen Feyenoord (2-1 verlies).
Kum tekende in juni 2016 een contract tot medio 2018 bij Roda JC Kerkrade, dat hem transfervrij overnam van FC Utrecht. In zijn verbintenis werd een optie voor nog een seizoen opgenomen. Na de degradatie naar de Eerste divisie vertrok hij uit Kerkrade en tekende een eenjarig contract bij provinciegenoot VVV-Venlo. In mei 2019 verlengde hij daar zijn contract met nog eens een jaar. Precies een jaar later tekende hij een nieuwe verbintenis voor nog een seizoen bij de Venlose eredivisionist. Op 20 februari 2021 ontving de routinier in een thuiswedstrijd tegen AZ (1-4) de zevende rode kaart in zijn carrière. Kum evenaarde daarmee een eredivisierecord van Gregoor van Dijk en Joey van den Berg. Eind maart 2021 zegde de Venlose club zijn aflopende contract op.

## Clubstatistieken
| Seizoen                           | Club            | Competitie      | Competitie | Competitie | Beker | Beker | Internationaal | Internationaal | Overig | Overig | Totaal | Totaal |
| Seizoen                           | Club            | Competitie      | Wed.       | Dlp.       | Wed.  | Dlp.  | Wed.           | Dlp.           | Wed.   | Dlp.   | Wed.   | Dlp.   |
| --------------------------------- | --------------- | --------------- | ---------- | ---------- | ----- | ----- | -------------- | -------------- | ------ | ------ | ------ | ------ |
| 2005/06                           | ADO Den Haag    | Eredivisie      | 3          | 0          | 0     | 0     | —              | —              | —      | —      | 3      | 0      |
| 2006/07                           | ADO Den Haag    | Eredivisie      | 13         | 0          | 1     | 0     | —              | —              | —      | —      | 14     | 0      |
| 2007/08                           | ADO Den Haag    | Eerste divisie  | 20         | 0          | 1     | 0     | —              | —              | 6      | 1      | 27     | 1      |
| 2008/09                           | ADO Den Haag    | Eredivisie      | 28         | 2          | 2     | 0     | —              | —              | —      | —      | 30     | 2      |
| 2009/10                           | ADO Den Haag    | Eredivisie      | 25         | 1          | 0     | 0     | —              | —              | —      | —      | 26     | 0      |
| 2010/11                           | ADO Den Haag    | Eredivisie      | 29         | 0          | 1     | 0     | —              | —              | 3      | 0      | 33     | 0      |
| 2011/12                           | ADO Den Haag    | Eredivisie      | 26         | 0          | 1     | 0     | 4              | 0              | —      | —      | 31     | 0      |
| 2012/13                           | sc Heerenveen   | Eredivisie      | 20         | 0          | 2     | 0     | —              | —              | —      | —      | 22     | 0      |
| 2013/14                           | sc Heerenveen   | Eredivisie      | 21         | 0          | 0     | 0     | —              | —              | 2      | 0      | 23     | 0      |
| 2014/15                           | FC Utrecht      | Eredivisie      | 29         | 3          | 1     | 0     | —              | —              | —      | —      | 30     | 3      |
| 2015/16                           | FC Utrecht      | Eredivisie      | 22         | 2          | 4     | 0     | —              | —              | 3      | 1      | 29     | 3      |
| 2016/17                           | Roda JC         | Eredivisie      | 31         | 3          | 1     | 0     | —              | —              | 2      | 0      | 34     | 3      |
| 2017/18                           | Roda JC         | Eredivisie      | 19         | 2          | 2     | 0     | —              | —              | 2      | 0      | 23     | 0      |
| 2018/19                           | VVV-Venlo       | Eredivisie      | 24         | 0          | 2     | 1     | —              | —              | —      | —      | 26     | 1      |
| 2019/20                           | VVV-Venlo       | Eredivisie      | 20         | 0          | 0     | 0     | —              | —              | —      | —      | 20     | 0      |
| 2020/21                           | VVV-Venlo       | Eredivisie      | 24         | 0          | 3     | 0     | —              | —              | —      | —      | 27     | 0      |
| Carrière totaal                   | Carrière totaal | Carrière totaal | 354        | 13         | 21    | 1     | 4              | 0              | 18     | 2      | 397    | 16     |
| Bijgewerkt tot en met 4 juli 2021 |                 |                 |            |            |       |       |                |                |        |        |        |        |

## Interlandcarrière
Naar aanleiding van zijn prestaties bij ADO Den Haag, haalde coach Foppe de Haan Kum in mei 2008 bij de voorselectie van het Nederlands Olympisch voetbalelftal. Vlak voor aanvang van het vriendschappelijke vierlandentoernooi in Zweden, raakt hij geblesseerd. Dat vierlandentoernooi gold als een voorbereiding op de Olympische Spelen. De verdediger werd niet opgenomen in de definitieve selectie voor de Olympische Zomerspelen, maar behoorde wel tot de vier 'back-ups', die in blessuregevallen konden worden opgeroepen. Dit zou niet nodig blijken.